# Radnice v Chebu
Radnice v Chebu (též Nová radnice) je barokní budova z 1. poloviny 18. století situovaná na náměstí Krále Jiřího z Poděbrad v Chebu. V objektu sídlí galerie výtvarného umění. Radnice v Chebu stojí dvě – vedle Nové radnice i gotická Stará radnice, dnes využívaná městským úřadem Cheb.

## Historie
V 18. století se stávající gotická radnice v Chebu stala příliš stísněnou a málo reprezentativní. Italský stavitel Giovanni Battista Alliprandi tedy v letech 1721–1722 navrhl novou barokní budovu. V letech 1723–1728 bylo na vykoupených pozemcích dvou domů na náměstí postaveno pravé křídlo budovy, a to pod vedením pevnostních stavitelů Angela Pfeffera a Johanna Christopha Fabera. Vzhledem k tíživé finanční situaci města nebyl zbytek projektu nikdy dokončen (a nadále byla využívána i stará radnice).
Stará radnice se do současnosti nezachovala. Mobiliář byl poztrácen v průběhu 19. století a většina předmětů z období gotiky a renesance byla převezena na zámek Laxenburg poblíž Vídně. 
Po roce 1950 byla v budově umístěna obrazová expozice pražské Národní galerie, kterou spravovali historička umění Mira Mladějovská a malíř Bojmír Hutta. Od roku 1958 je budova památkově chráněna. Od roku 1962 zde sídlí chebská galerie výtvarného umění.

## Architektura
Budova je dvoupatrová a jejím dominantním prvkem je hodinová věž (ta byla ale přistavěna až v 19. století). Průčelí budovy je členěno mělkým rizalitem, v přízemí se nacházejí dva kamenné portály. Okna mají typické barokní rámy s ušima. Střecha budovy má 3 řady vikýřů. 
Prostory v přízemí jsou klenuté, patra jsou plochostropá. V interiéru je zajímavá především dochovaná štuková a sochařská výzdoba (například sochy Herkula a svatého Josefa s Ježíškem v nejvyšším patře budovy).
Nová radnice je společně s kostelem svaté Kláry považována za nejzdařilejší ukázku barokní architektury v Chebu.

## Galerie

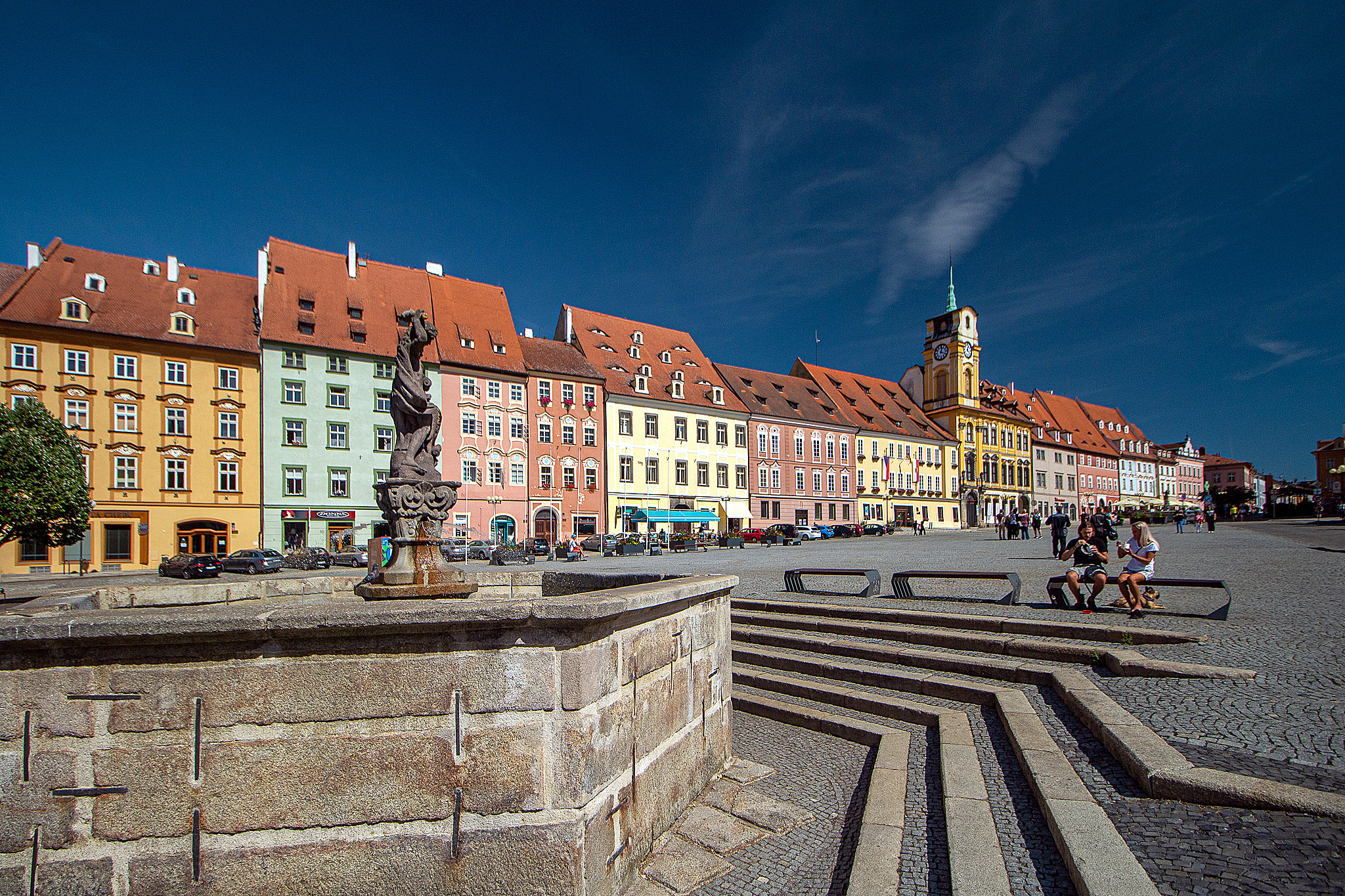
Náměstí s radnicí
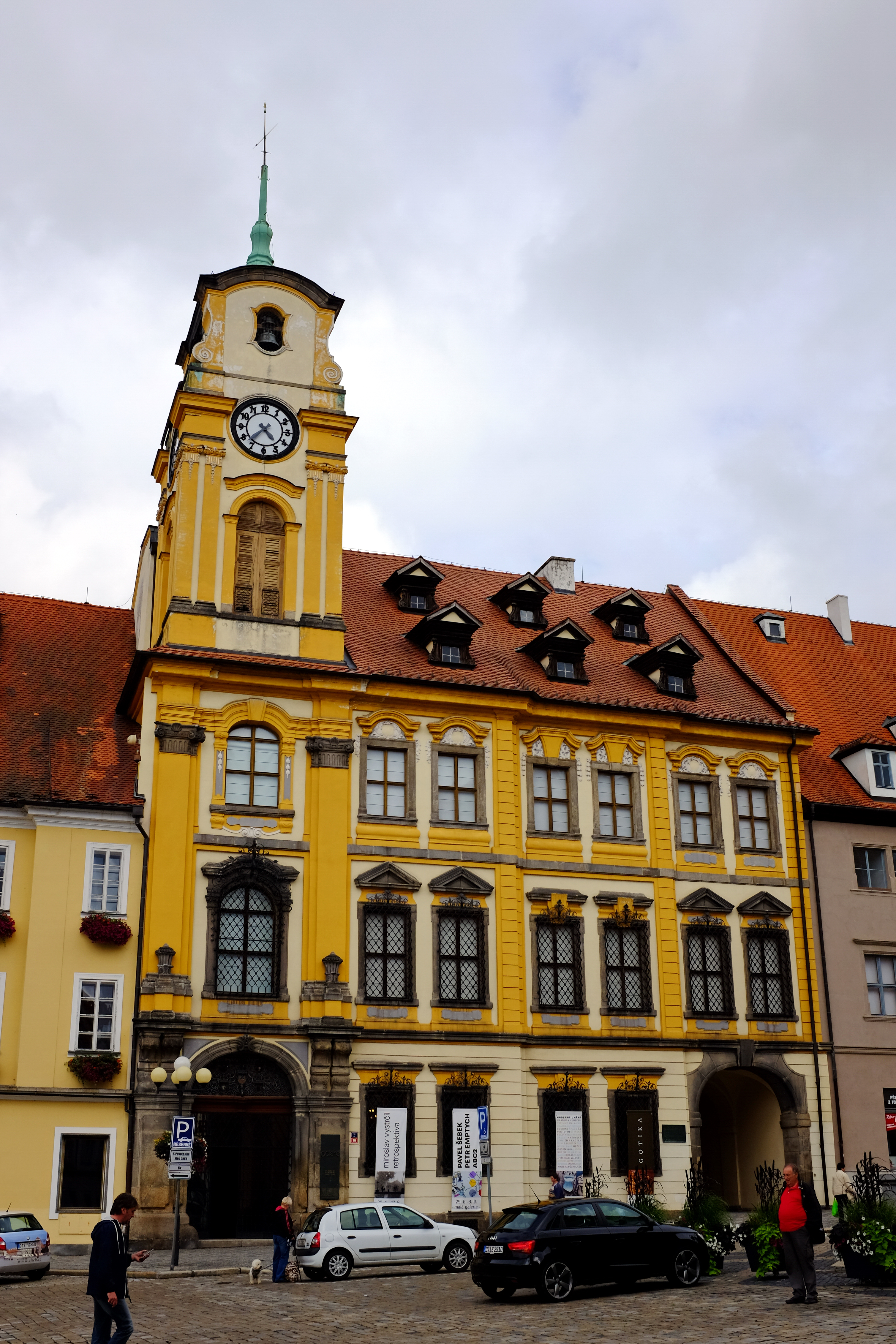
Průčelí radnice
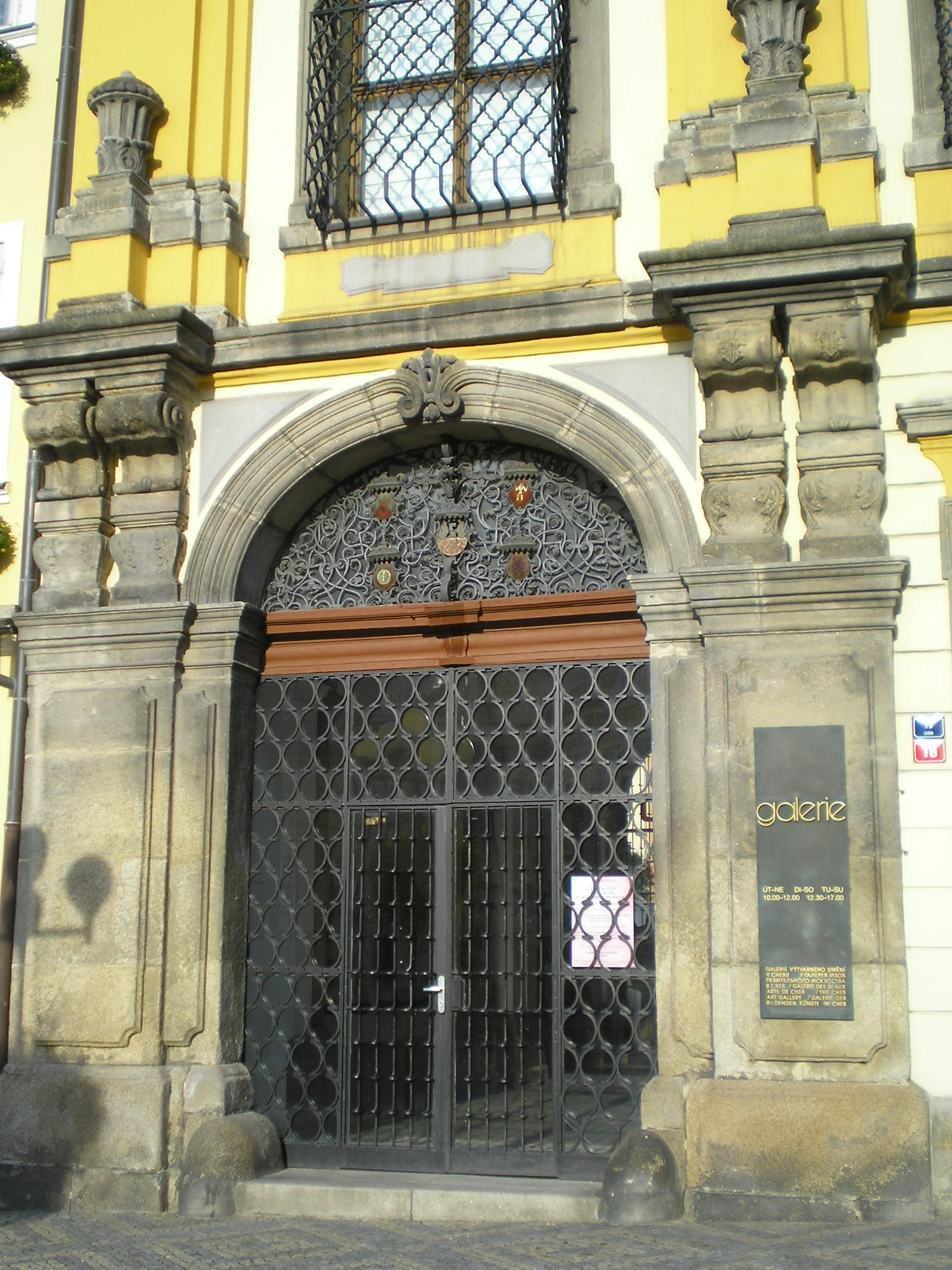
Detail portálu